# Jasna
Jasna je ženské křestní jméno. Slovanské jméno bylo utvořeno v době národní obrození jako pokus o překlad latinského jména Klára, znamenající „jasná“. Také z jihoslovanského slova „jasno“, tj. „čistá, rázná“.

## Domácké podoby
Jasněnka, Jasninka, Jasněna

## Statistické údaje
Následující tabulka uvádí četnost jména v ČR a pořadí mezi ženskými jmény ve srovnání dvou roků, pro které jsou dostupné údaje MV ČR – lze z ní tedy vysledovat trend v užívání tohoto jména:
| Rok  | Četnost | Pořadí |
| ---- | ------- | ------ |
| 2007 | 0.      | 0.     |

Změna procentního zastoupení tohoto jména mezi žijícími ženami v ČR (tj. procentní změna se započítáním celkového úbytku žen v ČR za sledované tři roky) je +4,4%, což svědčí o poměrně značném nárůstu obliby tohoto jména.

## Známé nositelky jména
- Princezna Jasněnka – fiktivní postava z pohádky O princezně Jasněnce a létajícím ševci
- Jasna Sýkorová – česká novinářka, Miss Internet
- Jasna Flamiková – česká ředitelka Nadace Veronica a zastupitelka města Brna za Stranu Zelených
- Jasna Zlokić – chorvatská zpěvačka a herečka
- Jasněna Kohoutová – česká překladatelka a učitelka